# Moneda de 50 centavos de Estados Unidos
La moneda de cincuenta centavos estadounidenses (o half dollar) es una moneda emitida por la Casa de moneda de Estados Unidos que actualmente circula en dicho país. Tiene la segunda más alta denominación de todas las monedas estadounidenses. La moneda no es muy común y es raramente usada.

## Características
- Diámetro: 30,61 mm
- Espesor : 2.15 mm.
- Peso: 11,34 gramos
- Aleación: 91,67% cobre + 8,33% níquel
- Canto: estriado

El reverso tiene como diseño el nombre del país, el sello presidencial (basado en el anverso del Gran Sello de los Estados Unidos), el lema tradicional, (E Pluribus Unum) y el valor facial,  mientras que el anverso lleva como detalle el retrato del presidente John F. Kennedy, la palabra que portan todas las  monedas del dólar estadounidense, liberty, el lema nacional (In God we trust) y el año en el que se ha fabricado la moneda.